# بلات
بلات (داكوتا الجنوبية) (بالإنجليزية: Platte, South Dakota)‏ هي مدينة تقع في الولايات المتحدة في مقاطعة تشارلز ميكس، داكوتا الجنوبية. يقدر عدد سكانها بـ 1,230 نسمة ومساحتها 2.64 كم2 وترتفع عن سطح البحر 488 متر.

## التركيبة السكانية
قام مكتب تعداد الولايات المتحدة بتحديد بيانات التركيبة السكانية لبلاتفي تعداد الولايات المتحدة. في ما يلي، التركيبة السكانية حسب تعدادي 2000 و2010.

### تعداد عام 2000
بلغ عدد سكان بلات 1,367 نسمة بحسب تعداد عام 2000، وبلغ عدد الأسر 587 أسرة وعدد العائلات 363 عائلة مقيمة في المدينة. في حين سجلت الكثافة السكانية 1,364.4 نسمة لكل ميل مربع (526.8/كم2). وبلغ عدد الوحدات السكنية 637 وحدة بمتوسط كثافة قدره 635.8 نسمة لكل ميل مربع (245.5/كم2).
وتوزع التركيب العرقي للمدينة بنسبة 99.20% من البيض و 0.29% من الأمريكيين الأصليين و 0.15% من الأمريكيين ذوي الأصول الآسيوية و 0.29% من عرقين مختلطين أو أكثر.
بلغ عدد الأسر 587 أسرة كانت نسبة 26.6% منها لديها أطفال تحت سن الثامنة عشر تعيش معهم، وبلغت نسبة الأزواج القاطنين مع بعضهم البعض 56.6% من أصل المجموع الكلي للأسر، ونسبة 3.6% من الأسر كان لديها معيلات من الإناث دون وجود شريك، وكانت نسبة 38.0% من غير العائلات. تألفت نسبة 37.5% من أصل جميع الأسر من أفراد ونسبة 23.3% كانوا يعيش معهم شخص وحيد يبلغ من العمر 65 عاماً فما فوق. وبلغ متوسط حجم الأسرة المعيشية 2.95، أما متوسط حجم العائلات فبلغ 2.22.
بلغ العمر الوسطي للسكان 45 عاماً. وكانت نسبة 24.2% من القاطنين تحت سن الثامنة عشر، وكانت نسبة 4.8% بين الثامنة عشر والأربعة وعشرون عاماً، ونسبة 21.1% كانت واقعةً في الفئة العمرية ما بين الخامسة والعشرون حتى والأربعة وأربعون عاماً، ونسبة 20.0% كانت ما بين الخامسة والأربعون حتى الرابعة والستون، ونسبة 29.8% كانت ضمن فئة الخامسة والستون عاماً فما فوق. يوجد لكل 100 أنثى 89.6 ذكر، ويوجد لكل 100 أنثى في الثامنة عشر من عمرها فما فوق 84.3 ذكر.
بلغ متوسط دخل الأسرة في المدينة 30,369 دولار، أما متوسط دخل العائلة فبلغ 38,750 دولار. وكان متوسط دخل الذكور 27,283 دولار مقابل 19,464 دولار للإناث. وسجل دخل الفرد الخاص بالمدينة 15,962 دولار. وكانت نسبة 3.0% من العائلات ونسبة 5.4% من السكان تحت خط الفقر، وكان من هؤلاء نسبة 3.8% تحت سن الثامنة عشر ونسبة 12.0% في الخامسة والستين من العمر وما فوق.

### تعداد عام 2010
بلغ عدد سكان بلات 1,230 نسمة بحسب تعداد عام 2010، وبلغ عدد الأسر 548 أسرة وعدد العائلات 337 عائلة مقيمة في المدينة. في حين سجلت الكثافة السكانية 1,205.9 نسمة لكل ميل مربع (465.6/كم2). وبلغ عدد الوحدات السكنية 625 وحدة بمتوسط كثافة قدره 612.7 لكل ميل مربع (236.6/كم2).
وتوزع التركيب العرقي للمدينة بنسبة 98.5% من البيض و 0.6% من الأمريكيين الأصليين و 0.9% من عرقين مختلطين أو أكثر.
بلغ عدد الأسر 548 أسرة كانت نسبة 23.0% منها لديها أطفال تحت سن الثامنة عشر تعيش معهم، وبلغت نسبة الأزواج القاطنين مع بعضهم البعض 56.6% من أصل المجموع الكلي للأسر، ونسبة 3.5% من الأسر كان لديها معيلات من الإناث دون وجود شريك، بينما كانت نسبة 1.5% من الأسر لديها معيلون من الذكور دون وجود شريكة وكانت نسبة 38.5% من غير العائلات. تألفت نسبة 35.9% من أصل جميع الأسر من أفراد ونسبة 19.5% كانوا يعيش معهم شخص وحيد يبلغ من العمر 65 عاماً فما فوق. وبلغ متوسط حجم الأسرة المعيشية 2.80، أما متوسط حجم العائلات فبلغ 2.16.
بلغ العمر الوسطي للسكان 48.6 عاماً. وكانت نسبة 20.4% من القاطنين تحت سن الثامنة عشر، وكانت نسبة 6.3% بين الثامنة عشر والأربعة وعشرون عاماً، ونسبة 19% كانت واقعةً في الفئة العمرية ما بين الخامسة والعشرون حتى والأربعة وأربعون عاماً، ونسبة 25.9% كانت ما بين الخامسة والأربعون حتى الرابعة والستون، ونسبة 28.4% كانت ضمن فئة الخامسة والستون عاماً فما فوق. وتوزع التركيب الجنسي للسكان بنسبة 48.4% ذكور و51.6% إناث.